# Youri Anikeev
Youri Volodymyrovytch Anikeev (ukrainien : Ю́рій Володи́мирович Анікє́єв), né le 11 juin 1983 à Kivcharivka (RSS d'Ukraine), est un joueur de dames ukrainien. 
Joueur professionnel, il a découvert le jeu de dames à sept ans et a commencé à jouer en club à dix ans. Il fut entraîné par Sergey Boiko, son père Vladimir et le maître Anatoli Yatsenko.
Sur 64 cases, il devient champion d'Europe junior en 2001 à Eupatoria et passe Grand maître international (GMI) en 2003.
Il devient champion du monde du jeu de dames brésilien en parties lentes en 2004 et vice champion en 2008.
Également Grand maître international du jeu sur 100 cases, il est sacré champion du monde en parties rapides en 2016 et à cadence lente en 2023 à Curaçao.  